# Chazelles (Cantal)
 Chazelles  es una población y comuna francesa, situada en la región de Auvernia, departamento de Cantal, en el distrito de Saint-Flour y cantón de Ruynes-en-Margeride.

## Demografía
| 94 | 80 | 67 | 56 | 49 | 45 |
| Para los censos de 1962 a 1999 la población legal corresponde a la población sin duplicidades (Fuente: INSEE [Consultar]) |    |    |    |    |    |